# Petitmont
Petitmont és un municipi francès situat al departament de Meurthe i Mosel·la i a la regió del Gran Est. L'any 2007 tenia 366 habitants.

## Demografia

### Població
El 2007 la població de fet de Petitmont era de 366 persones. Hi havia 156 famílies, de les quals 48 eren unipersonals (16 homes vivint sols i 32 dones vivint soles), 44 parelles sense fills, 52 parelles amb fills i 12 famílies monoparentals amb fills.
La població ha evolucionat segons el següent gràfic:
Habitants censats

### Habitatges
El 2007 hi havia 219 habitatges, 152 eren l'habitatge principal de la família, 49 eren segones residències i 18 estaven desocupats. 209 eren cases i 10 eren apartaments. Dels 152 habitatges principals, 133 estaven ocupats pels seus propietaris, 13 estaven llogats i ocupats pels llogaters i 6 estaven cedits a títol gratuït; 2 tenien dues cambres, 11 en tenien tres, 28 en tenien quatre i 111 en tenien cinc o més. 108 habitatges disposaven pel capbaix d'una plaça de pàrquing. A 74 habitatges hi havia un automòbil i a 62 n'hi havia dos o més.

### Piràmide de població
La piràmide de població per edats i sexe el 2009 era:
| Homes | Edats   | Dones |
| ----- | ------- | ----- |
| 0     | 95 o +  | 0     |
| 0     | 90 a 94 | 4     |
| 0     | 85 a 89 | 12    |
| 8     | 80 a 84 | 4     |
| 4     | 75 a 79 | 16    |
| 4     | 70 a 74 | 4     |
| 12    | 65 a 69 | 8     |
| 8     | 60 a 64 | 8     |
| 4     | 55 a 59 | 4     |
| 12    | 50 a 54 | 20    |
| 12    | 45 a 49 | 0     |
| 24    | 40 a 44 | 28    |
| 12    | 35 a 39 | 20    |
| 8     | 30 a 34 | 4     |
| 8     | 25 a 29 | 8     |
| 8     | 20 a 24 | 0     |
| 20    | 15 a 19 | 4     |
| 16    | 10 a 14 | 20    |
| 20    | 5 a 9   | 8     |
| 0     | 0 a 4   | 4     |

## Economia
El 2007 la població en edat de treballar era de 228 persones, 149 eren actives i 79 eren inactives. De les 149 persones actives 130 estaven ocupades (75 homes i 55 dones) i 19 estaven aturades (10 homes i 9 dones). De les 79 persones inactives 35 estaven jubilades, 18 estaven estudiant i 26 estaven classificades com a «altres inactius».

### Ingressos
El 2009 a Petitmont hi havia 155 unitats fiscals que integraven 372 persones, la mediana anual d'ingressos fiscals per persona era de 15.493,5 €.

### Activitats econòmiques
Dels 10 establiments que hi havia el 2007, 1 era d'una empresa alimentària, 1 d'una empresa de fabricació de material elèctric, 2 d'empreses de fabricació d'altres productes industrials, 2 d'empreses de construcció, 3 d'empreses de comerç i reparació d'automòbils i 1 d'una empresa de serveis.
Dels 2 establiments de servei als particulars que hi havia el 2009, 1 era un paleta i 1 fusteria.
L'únic establiment comercial que hi havia el 2009 era una fleca.

## Equipaments sanitaris i escolars
El 2009 hi havia una escola elemental.

## Poblacions més properes
El següent diagrama mostra les poblacions més properes.